# Diclidia sordida
Diclidia sordida är en skalbaggsart som beskrevs av Liljeblad 1945. Diclidia sordida ingår i släktet Diclidia och familjen ristbaggar. Inga underarter finns listade i Catalogue of Life.